# Mustique
Mustique es una isla privada de las Antillas Menores, ubicada en la unión del Mar Caribe y el Océano Atlántico. Forma parte de las islas Granadinas, la mayoría de las cuales (incluida Mustique) pertenecen al estado de San Vicente y las Granadinas.
Tiene una superficie de 5,7 km² y cuenta con numerosos arrecifes de coral. La fauna está formada por tortugas, garzas y muchas otras especies. La población asciende a 500 habitantes, ubicados en los pueblos de Lovell, Britannia Bay y Dover.

## Propiedad

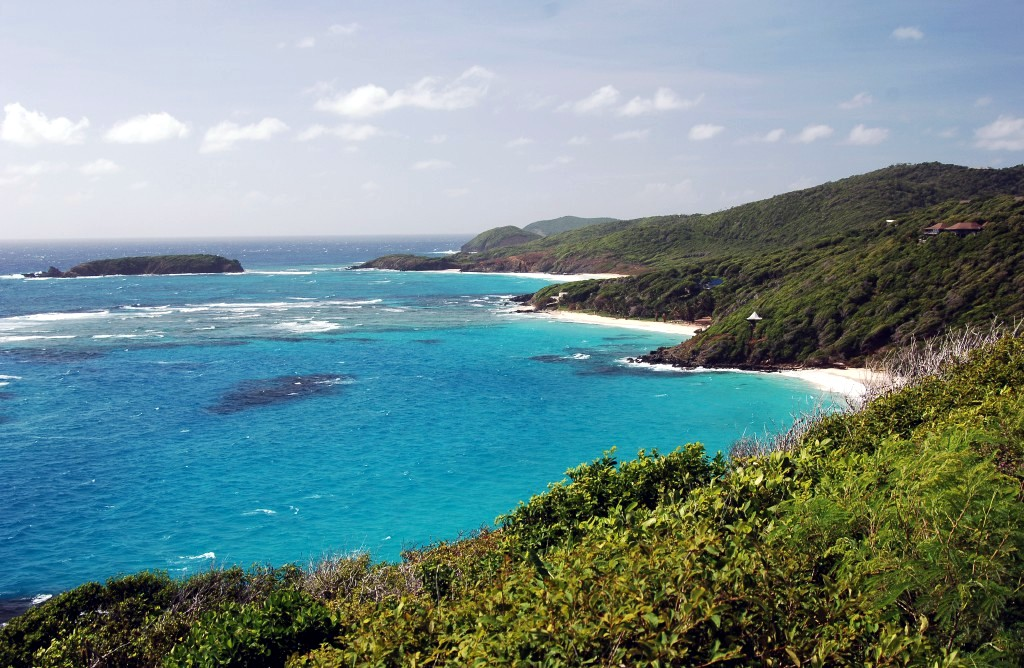
Vista de una de las playas de Isla Mustique, San Vicente y las Granadinas.

La isla de Mustique es propiedad de la compañía Mustique Company, aunque formalmente es el gobierno de San Vicente y las Granadinas quien la ha otorgado con arrendamiento a largo plazo.
Hay alrededor de 90 villas privadas, muchas de las cuales son alquiladas por Mustique Company, y un hotel de gestión privada, The Firefly.
El lujo y el aislamiento que garantiza el lugar han convertido a Mustique en una atracción para famosos y millonarios, entre los que se incluyen: la Princesa Margarita del Reino Unido, Noel Gallagher, Mick Jagger, David Bowie, Bryan Adams, Shania Twain, Kate Moss, Tommy Hilfiger, Hugh Grant, Pierce Brosnan, Nigella Lawson o Corinna Larsen.
La reina Isabel II y el príncipe Felipe visitaron Mustique en privado en la década de 1960.
El heredero a la Corona del Reino Unido, Guillermo de Cambridge y su esposa Catalina de Cambridge han visitado la isla en 2013 y en posteriores ocasiones.